# Victor Willems
Victor Marie Joseph Willems (ur. 16 kwietnia 1877 w Brukseli, zm. w 1920) – belgijski szermierz, dwukrotny medalista olimpijski.

## Kariera
Brał udział w igrzyskach olimpijskich w Londynie w 1908 r., gdzie wspólnie z Paulem Anspachem, Fernandem de Montignym, François Romem, Fernandem Bosmansem, Désiré Beaurainem i Ferdinandem Feyerickiem zdobył brązowy medal w szpadzie drużynowej.
Brał udział w igrzyskach olimpijskich w Londynie w 1908 r. jako reprezentant Belgii. W drużynie z Paulem Anspachem, Fernandem de Montignym, François Romem, Fernandem Bosmansem, Désiré Beaurainem i Ferdinandem Feyerickiem zdobyli brązowy medal.
Na rozgrywanych cztery lata później igrzyskach olimpijskich w Sztokholmie Belgowie w składzie: Victor Willems, Paul Anspach, Henri Anspach, Robert Hennet, Jacques Ochs i Gaston Salmon zdobyli złoto w szpadzie drużynowej. Ponadto dotarł do półfinałów we florecie indywidualnym, a w szpadzie indywidualnej odpadł w pierwszej rundzie.
Walczył podczas I wojny światowej. Niektóre źródła podają, że zginął w akcji w 1918.